# Thlaspi watsonii
Thlaspi watsonii är en korsblommig växtart som beskrevs av Peter Hadland Davis. Thlaspi watsonii ingår i släktet skärvfrön, och familjen korsblommiga växter. Inga underarter finns listade i Catalogue of Life.